# Wish You Were Here (песня Rednex)
«Wish You Were Here» — сингл шведской кантри-группы Rednex из их дебютного альбома «Sex & Violins». Хоть эта песня и не достигла широкой известности в Америке, она стала довольно популярной в Европе, в некоторых чартах даже занимала высшие строчки.
Кавер-версия этой песни появилась на дебютном альбоме Blackmore's Night 1997 года Shadow of the Moon.

## Позиции в чартах
| Чарт                    | Позиция |
| ----------------------- | ------- |
| Austrian Singles Chart  | 1       |
| Norwegian Singles Chart | 1       |
| Swiss Singles Chart     | 1       |
| Swedish Singles Chart   | 3       |
| Belgian Singles Chart   | 25      |
| Dutch Singles Chart     | 26      |